# Arremon
Genre
Arremon est un genre de passereaux de la famille des Passerellidae.

## Liste d'espèces
D'après la classification de référence (version 15.1, 2025) du Congrès ornithologique international (ordre phylogénique) :
- Arremon basilicus – Tohi de Bangs
- Arremon perijanus – Tohi de la Perija
- Arremon costaricensis – Tohi du Costa Rica
- Arremon atricapillus – Tohi à tête noire
- Arremon phaeopleurus – Tohi de Sclater
- Arremon phygas – Tohi de Berlepsch
- Arremon assimilis – Tohi à raies grises
- Arremon torquatus – Tohi à tête rayée
- Arremon aurantiirostris – Tohi à bec orange
- Arremon abeillei – Tohi d'Abeillé
- Arremon nigriceps – Tohi du Maranon
- Arremon schlegeli – Tohi de Schlegel
- Arremon axillaris – Tohi galonné
- Arremon taciturnus – Tohi silencieux
- Arremon franciscanus – Tohi du Sao Francisco
- Arremon semitorquatus – Tohi à semi-collier
- Arremon dorbignii – Tohi de d'Orbigny
- Arremon flavirostris – Tohi à bec jaune
- Arremon virenticeps – Tohi à raies vertes
- Arremon brunneinucha – Tohi à nuque brune
- Arremon crassirostris – Tohi masqué
- Arremon castaneiceps – Tohi lysure

Les espèces A. brunneinucha, A. torquatus, A. virenticeps étaient auparavant placées dans le genre Buarremon depuis les travaux de Cadena et al. (2007) et l'AOU de 2008.